# Президентские выборы в Грузии (2008)
Досрочные президентские выборы в Грузии прошли 5 января 2008 года. По их результатам в первом туре победил Михаил Саакашвили с результатом 53,47 % голосов избирателей. Его главный соперник — кандидат от объединённой оппозиции Леван Гачечиладзе получил 25,69 %. В президенты баллотировались 22 кандидата, из них 7 кандидатов участвовали в выборах. Явка составила 56,19 % (1 982 318). Для того, чтобы участвовать в выборах, надо было собрать 50 000 подписей своих сторонников.

## Предыстория
Предпосылкой к досрочным президентским выборам стали выступления оппозиции в конце 2007 года. В сентябре 2007 года Ираклий Окруашвили выступил на оппозиционом канале «Имеди» с обличительной речью в адрес Михаила Саакашвили. В ней он заявил, что политические оппоненты Саакашвили (в частности, Зураб Жвания) были устранены по его приказу. Окруашвили был арестован, но затем за залог в размере 6 000 000$ отпущен за границу.
2 ноября оппозиция вывела своих сторонников на улицы Тбилиси. На центральной улице Руставели на митинг собралось, по разным оценкам, от 50 000 до 90 000 человек. Они требовали проведения досрочных парламентских выборов, изменения избирательного законодательства и освобождения политзаключенных страны. Когда власти отказались идти на уступки, оппозиционеры заявили, что их акция становится бессрочной и потребовали отставки президента и проведения досрочных президентских выборов. В последующие дни количество митингующих сократилось до 10 000—20 000, позже количество демонстрантов сократилось до нескольких тысяч. Утром, 7 ноября, когда у здания парламента находилось около 200 человек, их оттеснили с площади сотрудники полиции, ссылаясь на то, что участники акции мешают движению общественного транспорта, а площадь нуждается в уборке. Между митингующими и полицией завязалась драка, к площади стали стягиваться силы оппозиции (около 20 000 человек). Весь вечер в Тбилиси продолжались беспорядки, а затем по телевидению выступил Михаил Саакашвили и объявил о назначении президентских выборов на 5 января, проведении референдумов по вступлению в НАТО и по определению даты парламентских выборов.

## Кандидаты
- Леван Гачечиладзе, объединенная оппозиция
- Бадри Патаркацишвили, самовыдвиженец
- Давид Гамкрелидзе, «Новые правые»
- Шалва Нателашвили, «Лейбористская партия Грузии»
- Михаил Саакашвили, президент
- Ирина Саришвили-Чантурия, партия «Имеди»
- Георгий Маисашвили, «Партия будущего»

## Экзит-поллы
Результаты экзит-поллов: 4 государственные компании отдали победу в первом туре Саакашвили с 53,5 %, Гачечиладзе, по их данным, набрал 29,1 %.

## Результаты
| Кандидат                 | Кандидат                 | Субъект выдвижения           | Голосов   | %      |
| ------------------------ | ------------------------ | ---------------------------- | --------- | ------ |
|                          | Михаил Саакашвили        | Единое национальное движение | 1 060 042 | 54,73  |
|                          | Леван Гачечиладзе        | Единый национальный совет    | 509 234   | 26,29  |
|                          | Бадри Патаркацишвили     | Независимый кандидат         | 140 826   | 7,27   |
|                          | Шалва Нателашвили        | Лейбористская партия Грузии  | 128 589   | 6,64   |
|                          | Давид Гамкрелидзе        | Новые правые                 | 79 747    | 4,12   |
|                          | Георгий Маисашвили       | Партия будущего              | 15 249    | 0,79   |
|                          | Ирина Саришвили-Чантурия | Имеди                        | 3242      | 0,17   |
| Действительных голосов   | Действительных голосов   | Действительных голосов       | 1 936 929 | 97,71  |
| Недействительных голосов | Недействительных голосов | Недействительных голосов     | 45 389    | 2,29   |
| Всего голосов            | Всего голосов            | Всего голосов                | 1 982 318 | 100,00 |
| Явка избирателей         | Явка избирателей         | Явка избирателей             | 3 527 964 | 56,19  |

## Подсчёт голосов и протесты оппозиции
Подсчёт голосов велся очень медленно. Данные с 99 % бюллетеней были получены только 9 января. Оппозиция заявила о фальсификациях, вбросах бюллетеней и других нарушениях на выборах. По её словам, было вброшено более 100 000 бюллетеней за Саакашвили. Оппозиционеры потребовали второго тура и справедливого распределения эфира на центральных телеканалах. 6 января в центре Тбилиси оппозиция собрала около 10 000 человек и потребовала проведения второго тура и расследования фактов фальсификаций. По данным оппозиции, Гачечиладзе набрал более 40 % голосов. За Гачечиладзе в случае проведения второго тура призвали голосовать Патаркацишвили, Гамкрелидзе, Нателашвили и Саришвили (а это почти 20 % голосов). В то время подсчёт продолжался, и Саакашвили балансировал на грани, утром 6 января у него было 55 %, а к вечеру чуть более 50 % голосов. Однако 7 января результат Саакашвили выравнялся до 52 %, у Гачечиладзе было вдвое меньше (25 %). Тогда оппозиция прибавила к своим требованиям отставку председателя ЦИКа Грузии Левана Тархнишвили. Окончательные итоги голосования были объявлены 13 января. Итоговые протокол подписали лишь 7 из 13 членов ЦИКа, однако по грузинским законам простого большинства хватает для признания выборов состоявшимися. 13 января прошла ещё одна акция оппозиции, в которой участвовало около 80 000 человек, по заявлениям самой оппозиции — 150 000. Также представители оппозиции заявили, что попытаются сорвать инаугурацию Саакашвили 20 января и проведут в этот день масштабную акцию протеста. В итоге митинг прошёл на ипподроме на окраине Тбилиси и собрал, по разным оценкам от 100 до 200 тысяч человек.
Международные наблюдатели от ПАСЕ, ОБСЕ и Совета Европы признали выборы справедливыми, однако отдельные члены их делегаций заявили о массовых фальсификациях и несоответствии выборов международным стандартам.